# الومر
الومر (به لاتین: Aloumere) یک منطقهٔ مسکونی در توگو است که در منطقه کارا واقع شده‌است.